# Vênus e Adônis

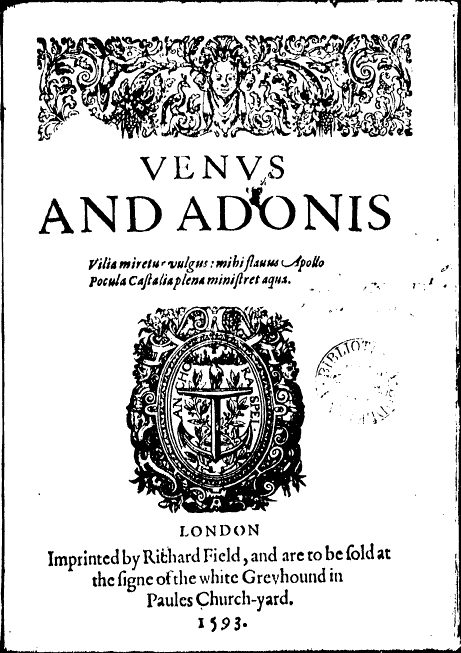
Folha de rosto do primeiro quarto (1593).

Vênus e Adônis (no original, Venus and Adonis) é um dos três poemas longos de William Shakespeare. Foi publicado em 1593, sendo sua primeira publicação. Conta a história da paixão da deusa Vênus (ou Afrodite, para os gregos antigos) por Adônis (homem belo da mitologia grega e fenícia).
A obra foi publicada com um colega e conterrâneo de Shakespeare, Richard Field, um impressor em Londres, e fez grande sucesso na corte elisabetana, com dez edições publicadas durante 1593 e 1613. Surpreendentemente, poucas cópias do período sobrevivem até a atualidade.
Vênus e Adônis é introduzido com uma dedicatória ao mecenas, e possível paixão de Shakespeare, Henry Wriothesley, 3° Conde de Southamptom. Ele descreve seu poema como o "primeiro herdeiro de meu gênio", e pede ao nobre que assegure sua qualidade.

## Estilo
Vênus e Adônis é um poema bucólico, com um tema romântico, baseado no mito em Metamorfoses de Ovídio. Contudo, notáveis diferenças existem entre as narrativas: onde o texto de Ovídio é breve, Shakespeare expande a história. A personalidade de Vênus é a mais dissimilar, que em Ovídio se mostra desacostumada com a caça e a terra, mas acompanha Adônis para agradá-lo, a personagem shakespeariana é mais interessada sua paixão por Adônis, e é descrita em termos explícitos. A personagem também é comparada por críticos com Cleópatra, em Antônio e Cleópatra, pois as duas são "agressivas, engraçadas e luxuriosas".
A obra é metrificada em pentâmetro iâmbico, comum a poesia inglesa, e estruturado em estrofes com um esquema de rima ABABCC, o único de seus poemas narrativos a usá-lo, ao invés da rima real, que usa em O Estupro de Lucrécia e A Queixa de um Amante.
Ao total, são 199 estrofes, e 1.194 versos.